# Меганира
Меганира је у грчкој митологији било име више личности.

## Митологија
1. Према Аполодору, Кроконова кћерка, удата за Аркада.[1]
2. Према Паусанији, Келејева супруга. Други извори је наводе као Метаниру.[1]
3. Антонин Либерал је о њој писао као о Алкионејевој мајци и Диомовој жени.[1]